# لودیگینو
لودیگینو (به لاتین: Lodygino) یک منطقهٔ مسکونی در روسیه است که در استان آرخانگلسک واقع شده‌است.